# Eurytoma flaveola
Eurytoma flaveola är en stekelart som först beskrevs av Zerova 1976.  Eurytoma flaveola ingår i släktet Eurytoma och familjen kragglanssteklar. Inga underarter finns listade i Catalogue of Life.